# Yupampa Valencia
Yupampa Valencia ist eine Ortschaft im Departamento La Paz im südamerikanischen Anden-Staat Bolivien.

## Lage im Nahraum
Yupampa Valencia ist die fünftgrößte Ortschaft im Municipio Mecapaca in der Provinz Murillo und liegt auf einer Höhe von 2880 m am rechten Ufer des Río de la Paz, der von der Hauptstadt La Paz her kommend am Illimani vorbei in nordöstlicher Richtung zum Río Beni hin fließt.

## Geographie
Yupampa Valencia liegt an den Ostabhängen der Anden-Gebirgskette der Cordillera Central am Übergang zum bolivianischen Tiefland. Das Klima der Region ist ein typisches Tageszeitenklima, bei dem die mittlere Schwankung der Temperaturen im Tagesverlauf deutlicher ausfällt als im Jahresverlauf.
Die Jahresdurchschnittstemperatur der Region liegt bei etwa 16 °C (siehe Klimadiagramm Mecapaca), die Monatswerte schwanken zwischen knapp 14 °C im Juni/Juli und knapp 18 °C im November. Der Jahresniederschlag beträgt etwa 550 mm, bei einer ausgeprägten Trockenzeit von April bis September und einer kurzen Feuchtezeit von Dezember bis März.

## Verkehrsnetz
Yupampa Valencia liegt in einer Entfernung von 27 Straßenkilometern südlich von La Paz, der Hauptstadt des gleichnamigen Departamentos.
Von La Paz führt eine Landstraße in südlicher Richtung vorbei am Valle de la Luna (Mondtal) und der Ortschaft Mallasa auf der linken Seite des Río de la Paz bis Mecapaca. Zwei Kilometer vor Macapaca biegt eine Seitenstraße nach Südwesten ab, durchquert das Flussbett des Río de La Paz und erreicht nach weiteren zwei Kilometern Yupampa Valencia.

## Bevölkerung
Die Einwohnerzahl der Ortschaft ist in den vergangenen beiden Jahrzehnten auf fast das Doppelte angestiegen:
| Jahr | Einwohner | Quelle       |
| ---- | --------- | ------------ |
| 1992 | 544       | Volkszählung |
| 2001 | 747       | Volkszählung |
| 2012 | 936       | Volkszählung |
| 2024 |           | Volkszählung |

Die Region weist einen hohen Anteil an Aymara-Bevölkerung auf, im Municipio Mecapaca sprechen 83,0 Prozent der Bevölkerung Aymara.